# Вячеслав Баранов
Вячеслав Василиевич Баранов (5 септември 1958 г., Кишинев – 20 юни 2012 г., Москва) е съветски и руски филмов и озвучаващ актьор.

## Биография
Роден на 5 септември 1958 г. в Кишинев, израснал в Далечния изток. Баща му Василий Омелянович Баранов (1936 – 2017) е бил работник, служил в армията. Майка му Галина Харитоновна Баранова (1937 – 1996) е домакиня. Започва да се снима във филми като ученик. Той играе ролята на хулигана Мишка Квакин във филмовата адаптация на историята на Аркадий Гайдар „Тимур и неговата команда“.
През 1979 г. завършва Всеруския държавен институт по кинематография „С. А. Герасимов“ (ВДИК, работилница на Татья́на Миха́йловна Лио́знова и Лев Алекса́ндрович Кулиджа́нов).
Той активно снима през 80-те години, но след разпадането на СССР постепенно започва да губи търсене и се насочва към дублажа. Въпреки че рядко озвучава големи роли, епизодичните герои в неговото изпълнение винаги остават забележими. През 90-те години той работи много в студиото Ярус. Особено известен е с майсторското си озвучаване на Голъм в трилогията на Питър Джаксън „Властелинът на пръстените“, както и с дублажа на ролите на Джаки Чан и Джим Кери в редица филми. Скорошните му участия включват Джарвис в Киновселена на Марвел, д-р Емет „Док“ Браун в трилогията „Завръщане в бъдещето“ и много други.
Актьорът от 80-те години на XX век участва активно в озвучаването на анимационни филми и компютърни игри: Барт Симпсън и половината мъжки герои в първите осем сезона на „Семейство Симпсън“ говорят с неговия глас.
Също така Баранов често работи като режисьор на дублажа и автор на синхронизирани текстове.
Умира в Москва на 54-годишна възраст на 20 юни 2012 г. от рак на бъбреците. На 22 юни 2012 г., след прощалната церемония за актьора, тялото е кремирано, а урната с пепелта е погребана същия ден на Хованското гробище в Москва до майка му (Северна територия, парцел № 266).

## Филмография
| 1978 | Расписание на послезавтра |
| 1979 | Кузнечик                  |
| 1981 | Карнавал                  |
| 1982 | Приказ: перейти границу   |
| 1982 | Профессия — следователь   |
| 1983 | Шел четвертый год войны   |
| 1983 | Клетка для канареек       |
| 1984 | Гостья из будущего        |
| 1985 | Батальоны просят огня     |
| 1986 | Плюмбум, или Опасная игра |
| 1987 | Иван Великий              |
| 1990 | Дрянь                     |
| 1990 | Овраги                    |
| 2009 | Иван Грозный              |
| 2013 | Семин. Возмездие          |